# Philodendron williamsii
Philodendron williamsii är en kallaväxtart som beskrevs av Joseph Dalton Hooker. Philodendron williamsii ingår i släktet Philodendron och familjen kallaväxter. Inga underarter finns listade.